# جيم أونيل (لاعب كرة قاعدة)
جيم أونيل (بالإنجليزية: Jim O'Neill)‏ هو لاعب كرة قاعدة أمريكي، ولد في 23 فبراير 1893، وتوفي في 5 سبتمبر 1976 بسبب مرض.